# Georg von Gizycki
Georg von Gizycki, född 14 april 1851 i Glogau, död 3 mars 1895, var en tysk filosof.
von Gizycki tillhörde såsom professor i filosofi i Berlin den positivistiska riktningen inom den samtida filosofin, påverkad särskilt av David Hume och andra engelska tänkare. Han tillämpade dessa principer särskilt på det etiska området, där han anslutit sig till den moderna utilitarismen genom Grundzüge der Moral (1883) och Moralphilosophie, gemeinverständlich dargestellt (1888). von Gizycki deltog 1892 i stiftandet av det tyska sällskapet för etisk kultur och redigerade till sin död dess organ Ethische Kultur. Under sina sista år stod han socialismen nära.